# Ботанічний сад Уппсальського університету

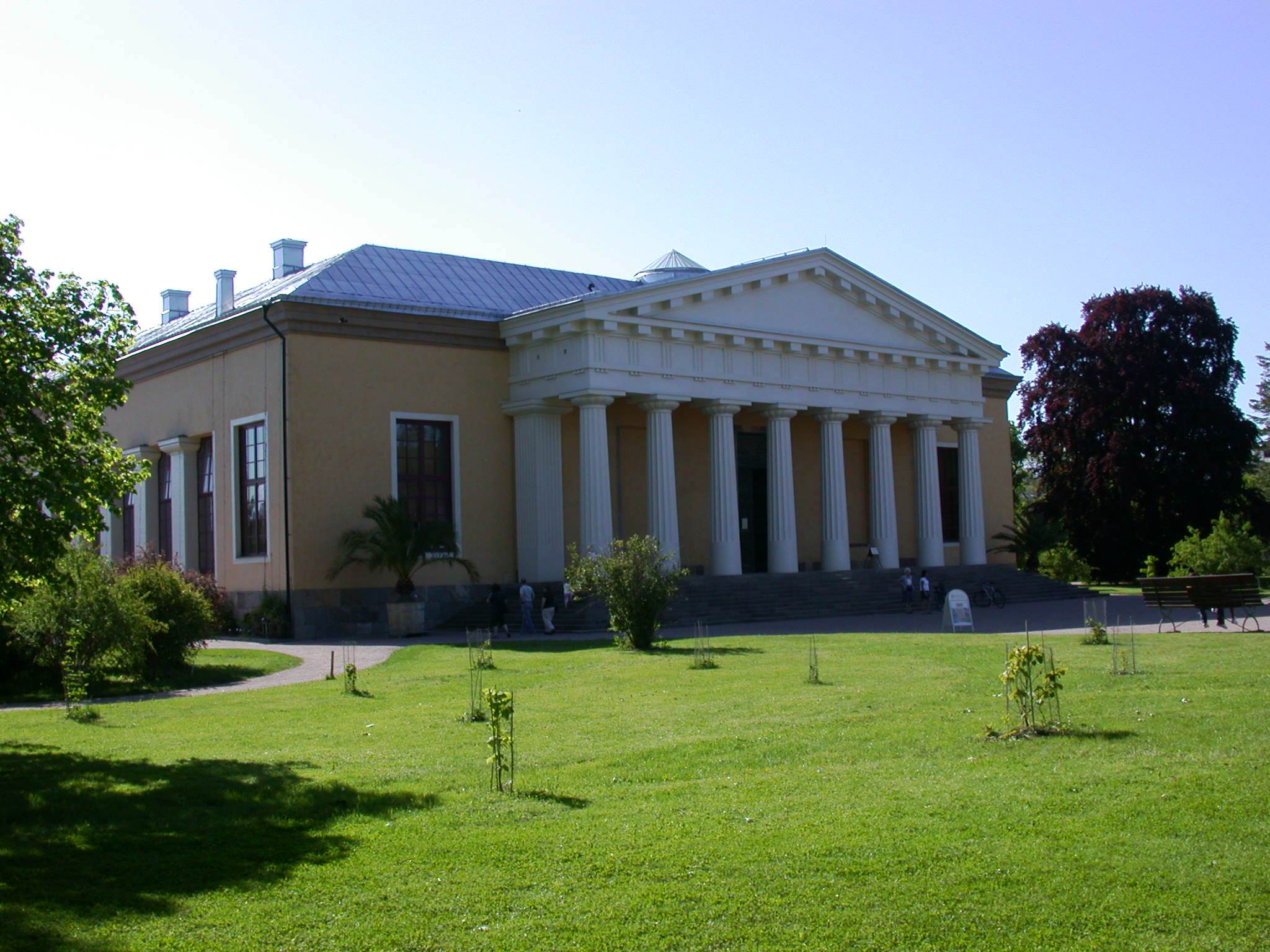
Оранжерея Ліннеанум

 Ботанічний сад Уппсальського університету (швед. Botaniska trädgården i Uppsala) — ботанічний сад у місті Уппсала (Швеція).
Ботанічний сад має площу 13 га, де росте понад 9 тисяч видів рослин.  Міжнародний ідентифікаційний код ботанічного саду UPS. Сад знаходиться біля замку Уппсали (к заходу від нього).  

## Історія
Перший сад був закладений шведським ботаніком і професором анатомії Улофом Рудбеком-старшим у 1665 році.  У середині XVIII століття ботанічним садом керував Карл Лінней, відомий систематик рослин, який перебудував його згідно своїм ідеям, що було відображено в праці вченого Hortus Upsaliensis (1748).
У 1787 році сади замку Упсали, які були створені у стилі бароко, були пожертвувані 
місцевому університету королем Густавом III для нового ботанічного саду. Ініціатором цього став Карл Петер Тунберг, який у той час був директором саду. У 1807 році з нагоди 100-річчя Ліннея практично всі рослини із старого саду були перенесені у новий. Зараз старий ботанічний сад має назву Сад Ліннея і, як і Садиба Ліннея «Hammarby», є підрозділом ботанічного саду університету Уппсали.

## Галерея

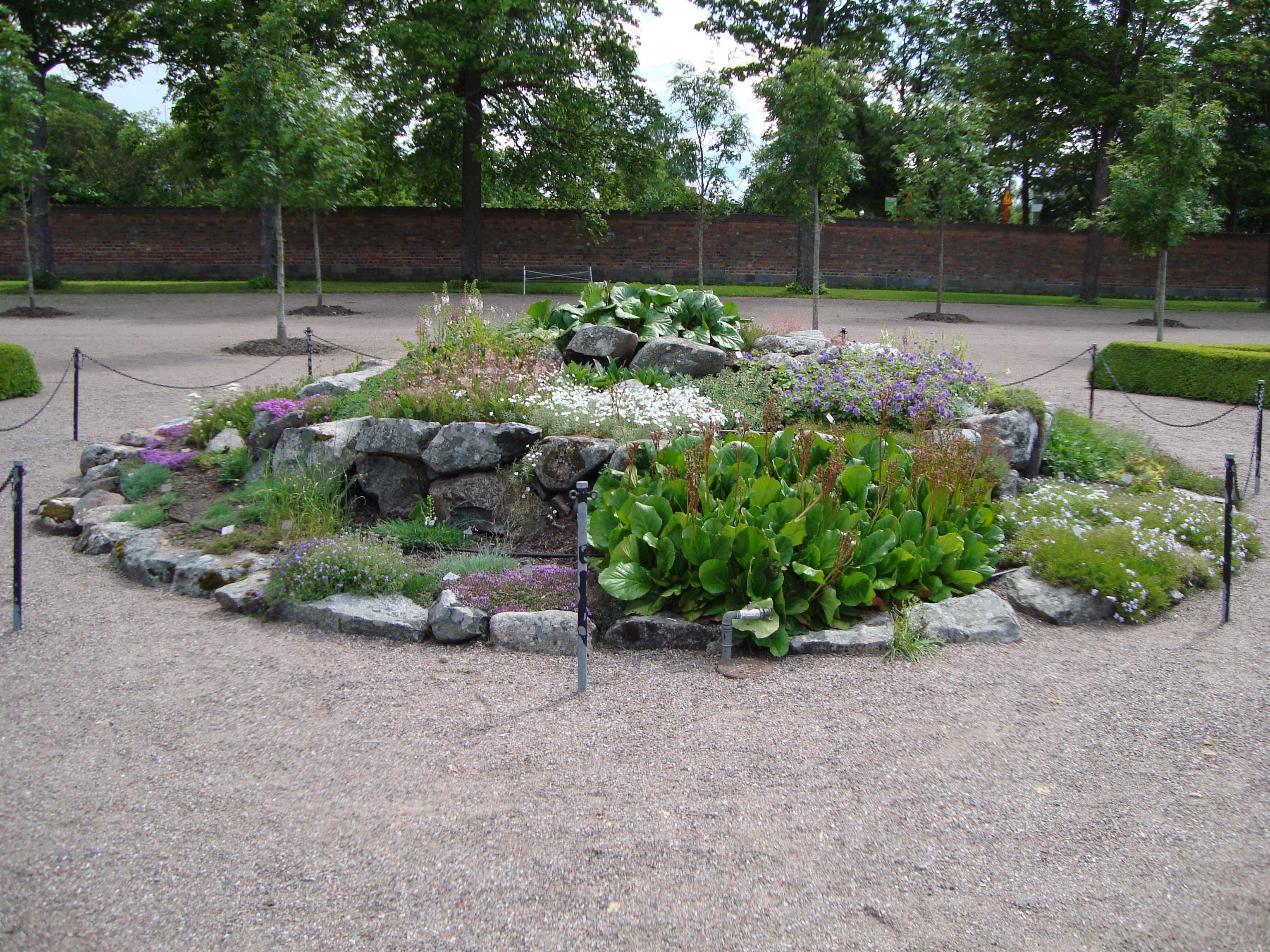
Клумба у ботанічному саду
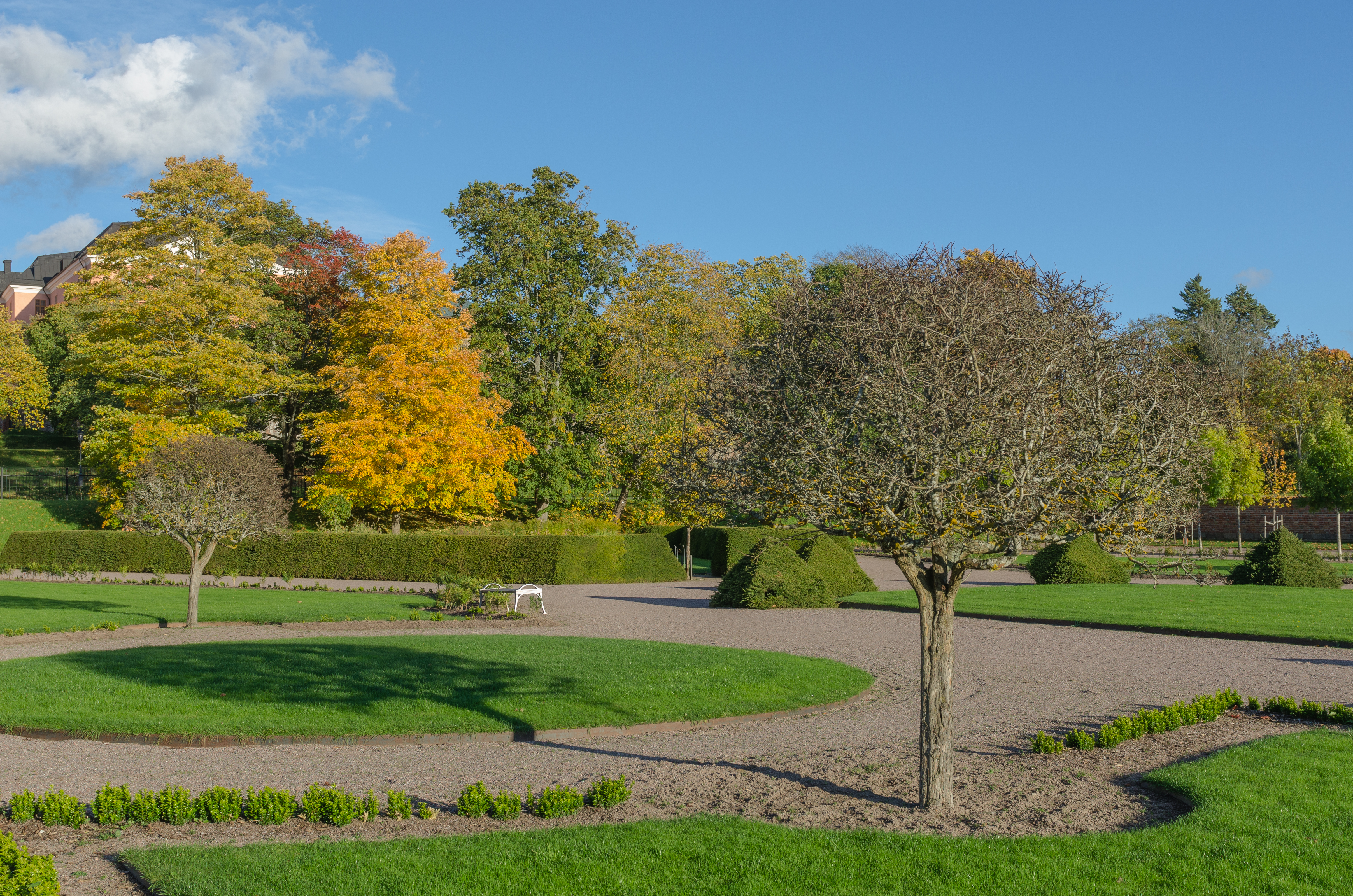
Осінь
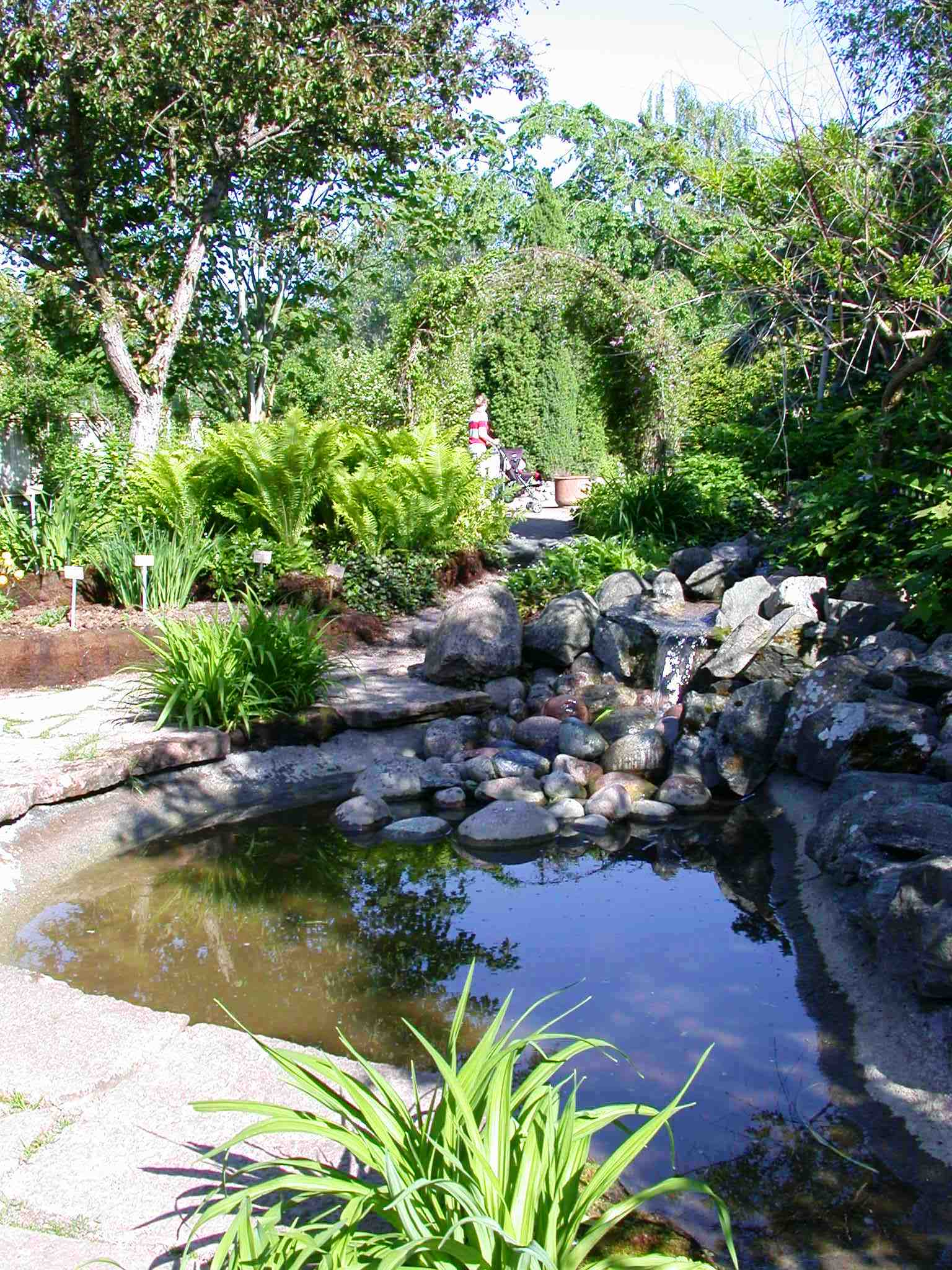
Ставок
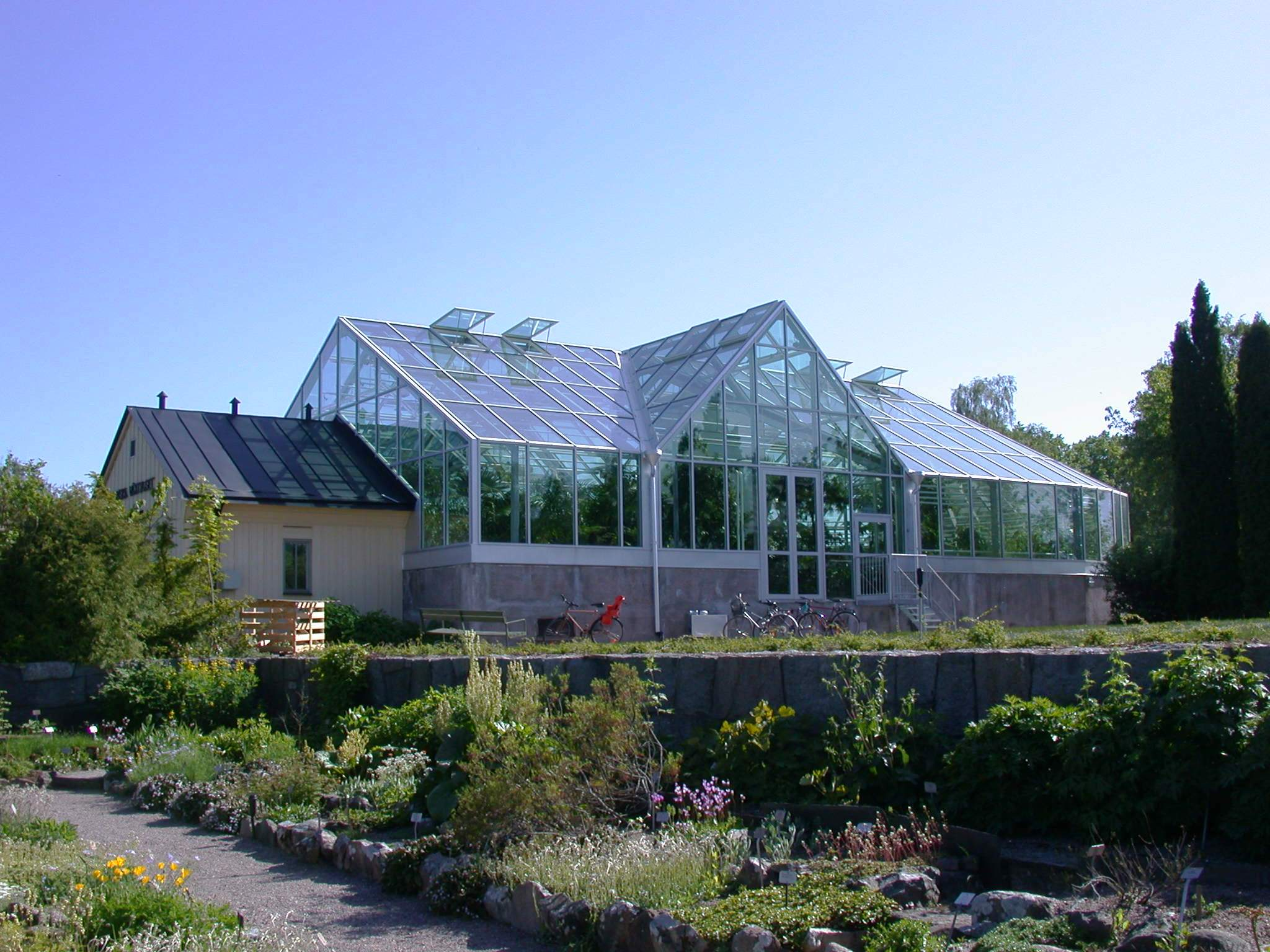
Оранжерея
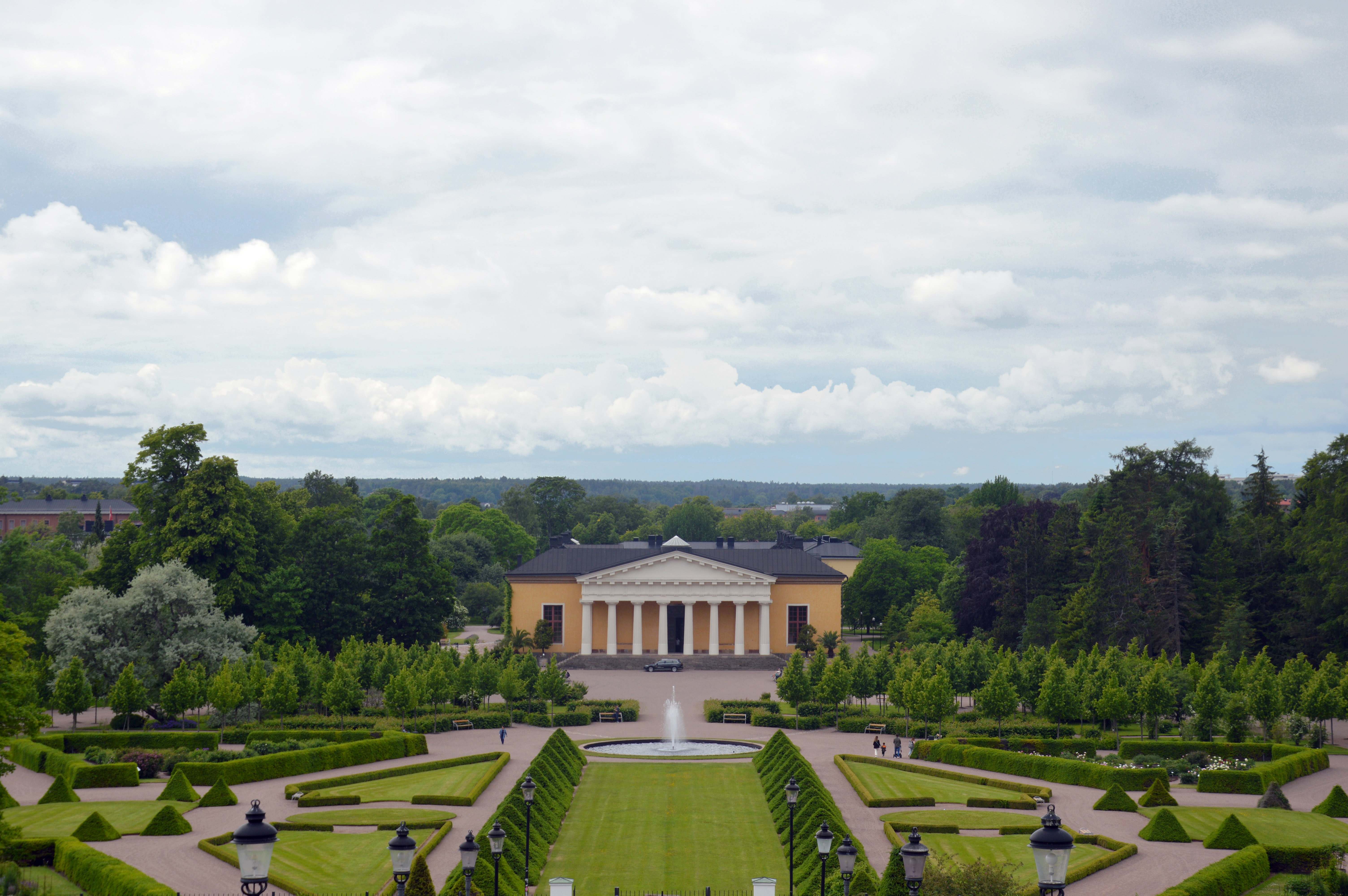
Вид на ботанічний сад
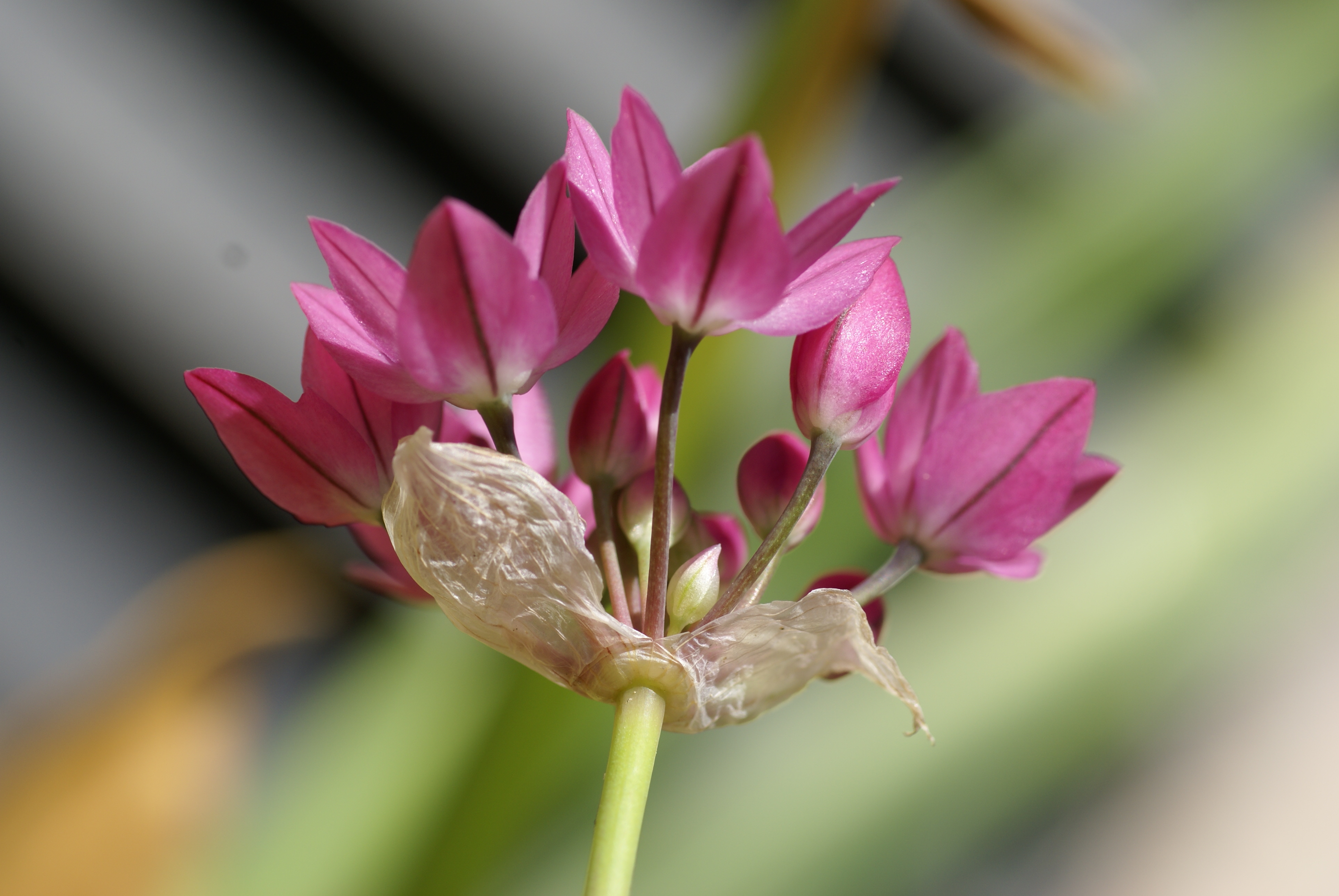
Allium oreophilum
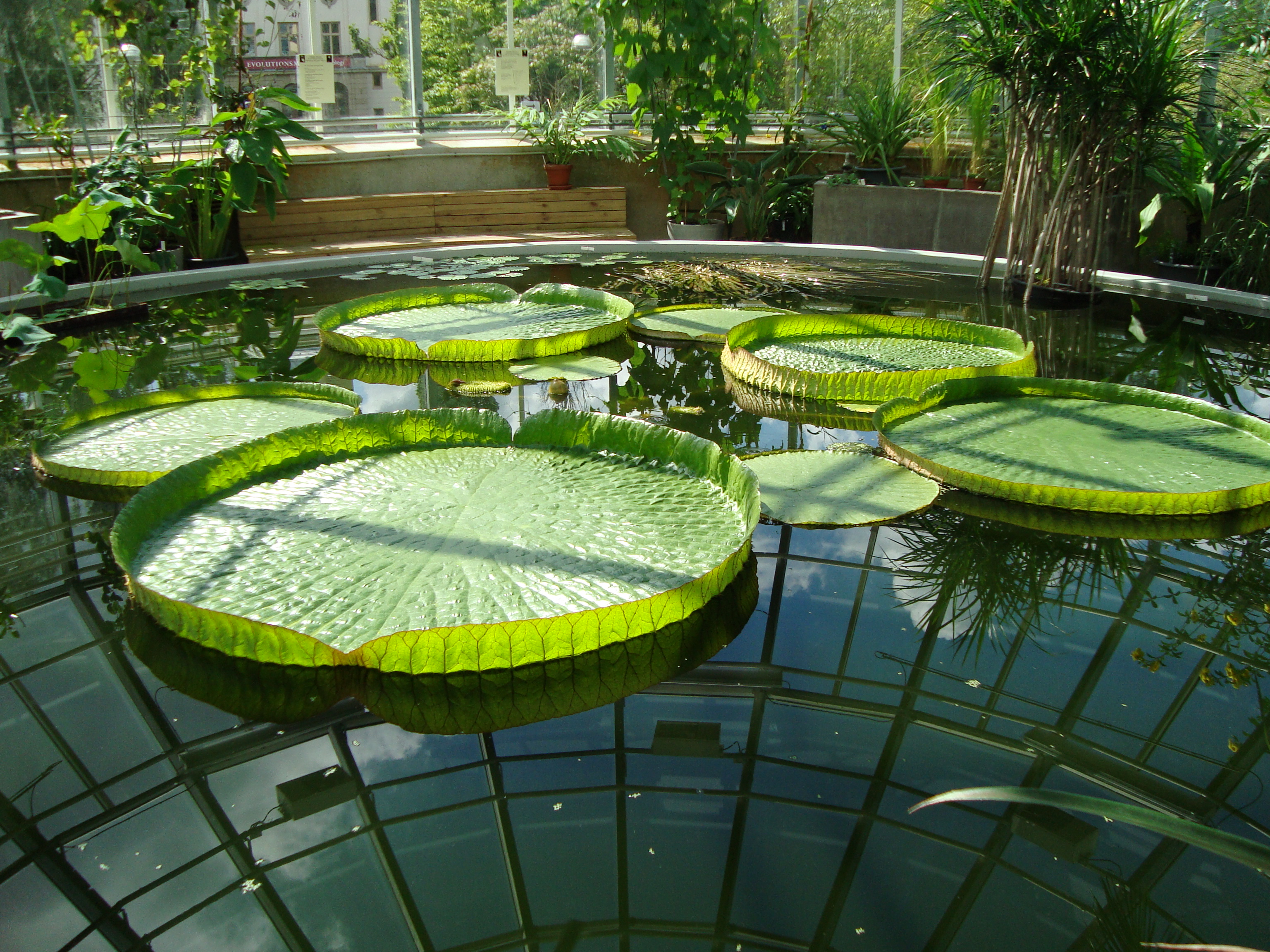
Вікторія